# Estadio Santa Bárbara
El estadio Santa Bárbara es un estadio homologado para la práctica de rugby y de fútbol ubicado en el Poblado de Llaranes en Avilés (Asturias), España.

## Historia
El campo se inauguró el 31 de agosto de 1958, con un encuentro amistoso de fútbol entre el Club Deportivo Llaranes y el Club Recreativo Arnao. Los terrenos donde se ubica eran propiedad del Estado español, a través de la empresa pública Empresa Nacional Siderúrgica, más conocida como ENSIDESA.
En sus comienzos actuaban como locales tanto el C. D. Llaranes (que vestía en sus inicios camiseta verdiblanca) como el equipo del Grupo de Empresa ENSIDESA, que participaba en los campeonatos de empresas o en los de Educación y Descanso, organizados durante el régimen franquista. 
Posteriormente la empresa pública se hace con el control del C. D. Llaranes, nombra presidente a Juan Muro de Zaro y Durán, un economista navarro de ENSIDESA. Quien cambia el nombre del club el mismo día de proclamarse presidente por el de Club Deportivo Ensidesa. Durante su presidencia, en 1981, renombra el campo con su primer apellido: "Muro de Zaro". Esta última denominación estuvo vigente hasta 2009, en que el Ayuntamiento de Avilés recupera el nombre original.
El campo fue poco a poco dotándose (gracias al dinero público con el que se financiaba el club) de gradas cubiertas, vallas e iluminación, todo un lujo para un equipo de Tercera División en la época.
Tras la entrada de Juan Muro de Zaro, el club contaría con numerosos filiales, como el Bosco o el Siderúrgico, que también harían uso de la instalación para la práctica del fútbol.
Entre 1990 y 1999 también fue el campo de juego del Real Avilés Club de Fútbol, al recuperar la Segunda División y obligar la reglamentación del momento a jugar en un campo con vallas e iluminación. Algo de lo que carecía el Estadio Román Suárez Puerta y además por la promesa del gobierno municipal de la construcción de un nuevo campo en los mismos terrenos, algo que no se cumplió hasta 1997, con el cambio de partido gobernante en el municipio.

## Actualidad
Actualmente ejercen como locales en el campo de Santa Bárbara; el nuevo Llaranes Club de Fútbol y el Avilés Stadium Club de Fútbol. Fue utilizado desde 2004 a 2023 por el equipo de rugby del Belenos.